# Revolta de Creta de 1866-1869

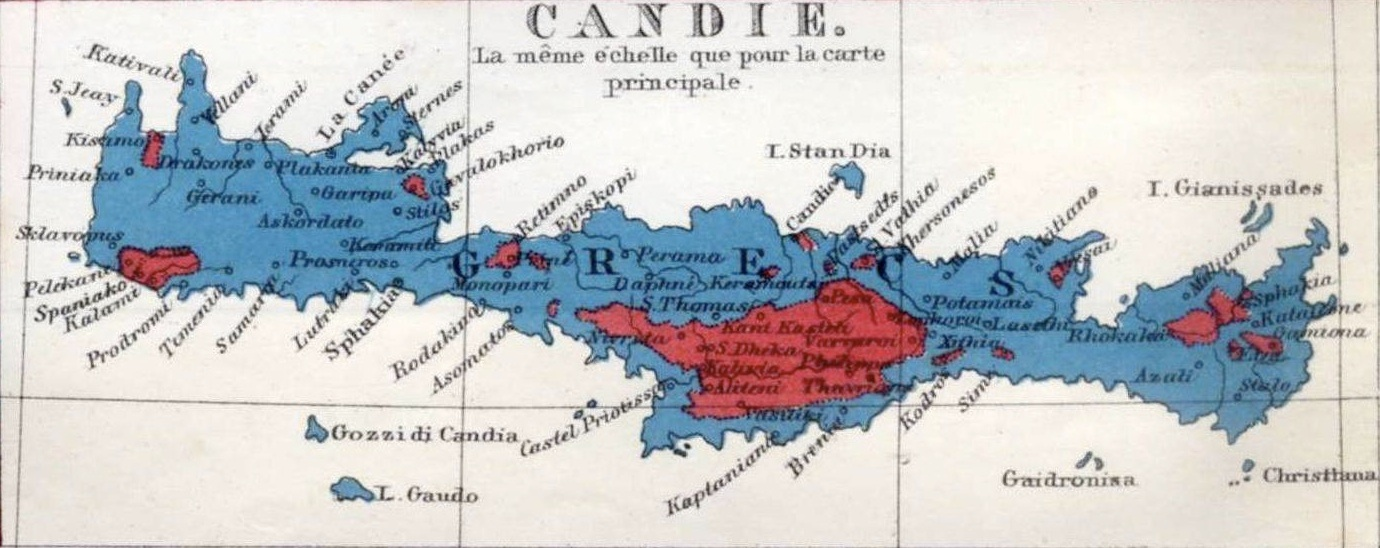
Mapa da distribuição dos gregos (azul) e turcos (vermelho) em Creta, em 1861

A Revolta de Creta de 1866-1869 ou Grande Revolução de Creta (em grego: Κρητική Επανάσταση του 1866) foi uma revolta de três anos contra o domínio do Império Otomano que controlava a ilha de Creta desde meados do século XVII. Foi a terceira maior de uma série de revoltas de Creta, entre o final da Guerra da Independência Grega em 1830 e a criação do Estado independente de Creta em 1898.
A revolta cretense do período foi o resultado de duas coisas: o fracasso do Império Otomano para aplicar reformas para melhorar a vida da população e os desejos cretenses de Enosis — união com a Grécia. Os insurgentes ganharam controle sobre toda a ilha, à exceção de cinco cidades onde os muçulmanos fortificaram. A imprensa grega afirmava que os muçulmanos haviam massacrado gregos e os boatos foram espalhados por toda a Europa. Milhares de voluntários gregos foram mobilizados e enviados para a ilha.
No início de 1869, a insurreição foi reprimida, mas a Sublime Porta ofereceu algumas concessões, introduzindo na ilha o auto-governo e aumentando os direitos aos cristãos da ilha.
Este levante faz com que Creta seja inserida na "Questão Oriental", que opõe os interesses diplomáticos das grandes potências europeias.